# 236683 Hujingyao
236683 Hujingyao este o planetă minoră (asteroid), cu un diametru de 5,199 km, din centura de asteroizi. A fost descoperită pe 28 august 2006 la Lulin Observatory⁠(d) de Ye Quanzhi⁠(d) și a fost numită după Hu Jing-Yao⁠(d). 
Obiectul prezintă o orbită caracterizată de o semiaxă mare de 2,7605515372632 UAi, o excentricitate de 0,26, o înclinație de 8,1 ° în raport cu ecliptica.